# Branko Miljuš
Branko Miljuš (Knin, 17. svibnja 1960.), hrvatski nogometaš, osvajač brončane medalje na Olimpijskim igrama u Los Angelesu 1984. godine. Nekadašnji je nogometaš Hajduka iz osamdesetih godina prošlog stoljeća. Igrao na mjestu desnog i lijevog beka. 
S Hajdukom je osvojio prvenstvo 1979. te kup 1984. i 1987. a odigrao je 357 utakmica i postigao 2 pogotka. Kasnije odlazi van u druge klubove.
Statistika u Hajduku
| Natjecanje        | Nastupi | Zgoditci |
| ----------------- | ------- | -------- |
| Prvenstvo         | 174     | 2        |
| Kup               | 16      | 0        |
| Superkup          | 0       | 0        |
| Međunarodne       | 27      | 0        |
| Splitski podsavez | 0       | 0        |
| Ukupno            | 217     | 2        |
| Prijateljske      | 140     | 0        |
| Sveukupno         | 357     | 2        |